# Ascarididae
Ascarididae é uma família de nemátodos. Membros dessa família são parasitas intestinais, infectando todas as classes vertebrados.
Estes parasitas alimentam-se do conteudo intestinal. As fêmeas são ovíparas. Os ovos são geralmente redondos e apresentam uma casca ou membrana externa espessa.
Inclui numerosos gêneros, e os mais conhecidos são:
- Amplicaecum
- Angusticaecum
- Ascaris
- Baylisascaris
- Crossophorus
- Dujardinascaris
- Hexametra
- Lagaochilascaris
- Ophidascaris
- Parascaris
- Polydelphis
- Seuratascaris
- Toxascaris
- Toxocara
- Travassoascaris